# Bandera de Zarauz
La Bandera de Zarauz es una competición anual de remo, concretamente de traineras, que tiene lugar en Zarauz desde 1976.

## Palmarés
| Edición | Año  | Campeón          | Segundo      | Tercero          |
| ------- | ---- | ---------------- | ------------ | ---------------- |
| I       | 1976 | Astillero        | Kaiku        | Lasarte Michelín |
| II      | 1977 | Lasarte Michelín | Hernani      | Orio             |
| III     | 1978 | Kaiku            | Santurce     | San Juan         |
| IV      | 1979 | Santurce         | Orio         | Kaiku            |
| V       | 1980 | Santurce         | Orio         | Kaiku            |
| VI      | 1981 | Santurce         | Kaiku        | Castro           |
| VII     | 1982 | Zumaya           | Orio         | Castro           |
| VIII    | 1983 | Orio             | Zumaya       | Kaiku            |
| IX      | 1984 | Zumaya           | Orio         | Mundaca          |
| X       | 1985 | Santurce         | San Juan     | Zumaya           |
| XI      | 1988 | San Pedro        | San Juan     | Zumaya           |
| XII     | 1989 | San Juan         | Santurce     | Zumaya           |
| XIII    | 1990 | San Juan         | Ur-Kirolak   | Santurce         |
| XIV     | 1991 | San Pedro        | Orio         | Koxtape          |
| XV      | 1992 | San Pedro        | Donibaneko   | Orio             |
| XVI     | 1993 | Orio             | Donibaneko   | San Pedro        |
| XVII    | 1994 | San Pedro        | Orio         | Donibaneko       |
| XVIII   | 1995 | Orio             | Donibaneko   | San Pedro        |
| XIX     | 1996 | San Pedro        | Orio         | Koxtape          |
| --      | 1997 | --               | --           | --               |
| --      | 1998 | Orio             | --           | --               |
| --      | 1999 | Orio             | --           | --               |
| XXII    | 2000 | Orio             | Castro       | Isuntza          |
| XXIII   | 2001 | Orio             | San Juan     | Fuenterrabía     |
| XXIV    | 2002 | Orio             | Urdaibai     | San Juan         |
| XXV     | 2003 | Astillero        | Mecos        | San Juan         |
| XXV*    | 2003 | Trintxerpe       | C. Santander | Ur-Kirolak       |
| XXVI    | 2004 | Arkote           | C. Santander | Ciérvana         |
| XXVII   | 2005 | Castro           | Fuenterrabía | Astillero        |
| XXVII*  | 2005 | Zumaya           | Zarauz       | Ciérvana         |
| XXIX    | 2006 | Orio             | Fuenterrabía | Castro           |
| XXX     | 2007 | Urdaibai         | Orio         | Fuenterrabía     |
| XXXI    | 2008 | Castro           | Urdaibai     | Zarauz           |
| XXXII   | 2009 | Castro           | Pedreña      | Orio             |
| XXXIII  | 2010 | Orio             | Urdaibai     | Fuenterrabía     |
| XXXIV   | 2011 | Kaiku            | Fuenterrabía | Urdaibai         |
| XXXV    | 2012 | Kaiku            | Fuenterrabía | San Pedro        |
| XXXVI   | 2013 | Kaiku            | Urdaibai     | Fuenterrabía     |
| XXXVII  | 2014 | Kaiku            | Orio         | Urdaibai         |
| XXXVIII | 2015 | Fuenterrabía     | Urdaibai     | Kaiku            |
| XXXIX   | 2016 | Urdaibai         | Fuenterrabía | Kaiku            |

- En 2003 y 2005 se celebró una regata como parte de la Liga ACT y otra como parte de la Liga Federativa.

Con motivo de la presencia de la trainera de "Zarauz B" en el grupo 2 de la Liga ARC, se celebró en 2010 una regata con el mismo nombre.
| Edición | Año  | Campeón     | Segundo              | Tercero              |
| ------- | ---- | ----------- | -------------------- | -------------------- |
| I       | 2010 | Portugalete | Guetaria             | Colindres            |
| II      | 2011 | Portugalete | Santurce             | Lekittarra (Isuntza) |
| III     | 2012 | Orio        | Santurce             | Busturialdea         |
| IV      | 2013 | Ciérvana    | Lekittarra (Isuntza) | Guetaria             |
| V       | 2014 | Zarauz      | Hibaika              | Mundaca              |
| VI      | 2015 | Guetaria    | Lekittarra (Isuntza) | Donostiarra          |
| VII     | 2016 | Ondárroa    | Donostiarra          | Lekittarra (Isuntza) |